# 강마에
강마에는 TV 드라마《베토벤 바이러스》의 등장인물로서, 배우 김명민이 연기한 세계적인 서양 고전 음악 지휘자이다. 본명은 강건우이며 "마에스트로 강"이라는 뜻에서 "강마에"로 불렸다. 특유의 직설적 화법으로 많은 인기를 끌으며 강마에 신드롬을 일으켰다.
몇몇 언론에서는 강마에를 클래식 음악을 소재로 한 일본의 《노다메 칸타빌레》의 등장인물들과 비교하기도 한다.
뮌헨으로 떠나기 전 반지를 루미에게 주고 기다려달라 한다
루미가 반지를 왼손약지에 낄때 독설도 하지 않고 따뜻하고 애틋하게 바라보며 미소지었다
뮌헨에서 두사람이 다시 만나게 될거라고 한다

## 가족 환경과 성장 배경
강마에의 가족 환경에 대해서는 뚜렷이 드러난 바가 없다. 다만 어머니와 누나가 있다는 것을 그의 대사를 통해 알 수 있다. 석란시립 교향악단을 맡고 난 뒤 첫 공연에서 수재민 대표에게 들려 준 자신의 어린 시절 일화에 따르면 그의 집안은 가난하였고 어머니는 병에 걸렸다고 한다. 그의 가난했던 어린 시절은 그의 라이벌이자 세계적인 지휘자로 설정되어 있는 정명환의 대사를 통해서도 확인할 수 있다.

## 등장인물들과의 관계
- 두루미(이지아) : 바이올린. 서로 애정에 가까운 호감을 갖고 있다. 그러나 강마에의 성격상 둘의 애정이 드러나지는 않는 플라톤적인 사랑을 하는 것으로 보인다. 언젠가는 뮌헨에서 강마에와 다시 만난다고 작가가 말했다
- 강건우(장근석) : 트럼펫/지휘. 강마에와 이름이 같은, 강마에의 제자이자 무의식적인 라이벌. 선천적인 절대음감을 지닌 천재이다. 처음에는 거만하고 귀족적인 강마에를 싫어했으나 곧 강마에를 존경하고 따르게 된다.
- 정희연(송옥숙) : 첼로. 강마에로부터 '똥덩어리'라는 모욕을 받았다.
- 정명환(김영민) : 학창 시절부터 강마에의 라이벌이었다. 한국 최고의 세계적인 천재 지휘자로 설정되어 있다. 열등감과 경쟁 의식으로 차 있는 강마에에 비해 여유로운 성격이나, 그 역시 강마에에게 큰 경쟁의식과 두려움을 갖고 있었다. 둘은 강건우를 매개로 극적인 화해를 이룬다.
- 하이든(쥬니) : 플롯. 연습 중에도 문자질이어서 강마에에게 철없는 고딩으로 찍힌다. 점점 김갑용 할아버지로 인해 착해져가고 있다.

## 신드롬
지금껏 한국 드라마에서 보기 힘든, 거만하고 독설을 내뿜는 캐릭터에 많은 시청자와 네티즌들은 열광하였다. 특히 배우 김명민의 완벽한 캐릭터 이해와 연기는 강마에 캐릭터를 더욱 확고한 위치에 올려놓았다. 강마에 캐릭터는 드라마의 인기와 맞물려 "강마에 신드롬"을 일으켰는데, 네티즌들에 의해 많은 패러디물이 나오고 있으며 많은 사람들이 그의 말투를 즐겨 따라하는 등이 그것이다. 또한 학벌, 경력 등을 중시하는 한국 사회에서 실력을 최우선의 기준으로 놓고 사람을 평가하는 강마에의 리더쉽은 많은 점을 시사하고 있다.
강마에의 큰 인기로 다른 방송사인 KBS의 개그콘서트에서는 〈악성 바이러스〉라는 코너를 만들어 그를 패러디하기도 했다.

## 똥덩어리
"똥덩어리"는 강마에가 자신의 오케스트라 단원을 향해 내뱉은 대사로, 상대 배우들이 "실제로도 기분이 나빴다."고 할 정도로 모욕적이었다고 한다. 그러나 이 대사는 철저한 완벽주의를 지향하는 독설가인 강마에의 캐릭터를 가장 극명하게 드러냈을 뿐 아니라 그 뒤에 숨겨진 음악에 대한 순수한 열정을 드러냈다는 평을 받았다. 또한 "똥덩어리"는 2008년 디시인사이드가 "2008년 올해 최고의 유행어는?"이라는 주제로 실시한 설문조사에서 1위를 차지하기도 했다.

## 같이 보기
- 베토벤 바이러스
- 김명민